# Cione
Pour les autres significations, voir Cione (homonymie).
Ciona intestinalis
Espèce
La cione (Ciona intestinalis) est une espèce d'animaux marins du sous-embranchement des tuniciers, de la classe des Ascidiacea (ascidies). C'est l'espèce-type de la famille des Cionidae et un animal-modèle pour les biologistes. 

## Anatomie

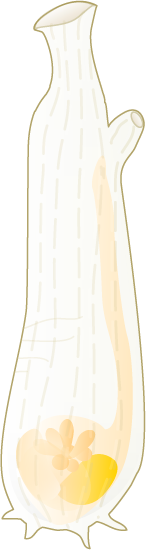
Schéma anatomique d'une cione.

Le corps de la cione peut mesurer entre 10 et 15 cm, généralement transparent à jaune pâle, avec des siphons buccal et cloacal continus et terminaux, soulignés à leurs extrémités d'un liseré jaune.

## Habitat et répartition
On rencontre la cione dans tout l'océan Atlantique, de la surface jusqu'à 500 m de profondeur (parfois jusqu'à 1 000 m). C'est une ascidie solitaire, même si l'on trouve souvent plusieurs animaux groupés sur un rocher ou autour d'un cordage. C'est une espèce qui supporte bien d'importantes variations de la chimie de l'eau, ainsi que la pollution : on la trouve facilement dans les ports. 

## Biologie et écologie
Animal hermaphrodite, il se reproduit principalement au printemps dans l'hémisphère nord. La larve de cione nage pendant deux jours, puis se fixe et se métamorphose sur un support (rocher, corde, ponton, etc.) où l'adulte vit fixé toute sa vie.

## Utilisation scientifique
C'est un modèle d'étude traditionnel en embryologie et en biologie du développement. Le génome de deux espèces de ciones (C.intestinalis et C.savignii) est en cours de cartographie, et les scientifiques espèrent tirer de leur étude des précisions sur l'origine du génome des vertébrés. Il aurait 80 % de gènes en commun avec l'espèce humaine.

## État des populations, menaces
Une élévation du taux de particules inorganiques en suspensions dans l'eau (élévation possiblement induite par diverses opérations marines anthropiques) réduit le taux de croissance et peut tuer les ascidies phléobranchiates (Ciona intestinalis et Ascidiella scabra.